# مات هاغ
مات هاغ (بالإنجليزية: Matt Hague)‏ هو لاعب كرة قاعدة أمريكي، ولد في 20 أغسطس 1985 في بالفيو في الولايات المتحدة.

## وصلات خارجية
- مات هاغ على موقع دوري كرة القاعدة الرئيسي (الإنجليزية)
- مات هاغ على موقع الدوري الياباني لكرة القاعدة (الإنجليزية)
- مات هاغ على موقعبيزبول رفرنس.كوم (الدوري الرئيسي) (الإنجليزية)
- مات هاغ على موقعبيزبول رفرنس.كوم (الدوري الثانوي) (الإنجليزية)
- مات هاغ على موقع إي إس بي إن.كوم (أم.أل.بي) (الإنجليزية)
- مات هاغ على موقع مشجعي الرسوم البيانية (الإنجليزية)